# Motor Otto-Langen
El motor Otto-Langen era un motor monocilíndric de motor de quatre temps de combustió interna de grans dimensions dissenyat per Nikolaus Otto i el seu soci Eugen Langen. Era una màquina de baix nivell de RPM i amb una explosió en una de cada dos revolucions seguint el cicle d'Otto, també inventat per Otto.

## Tipus

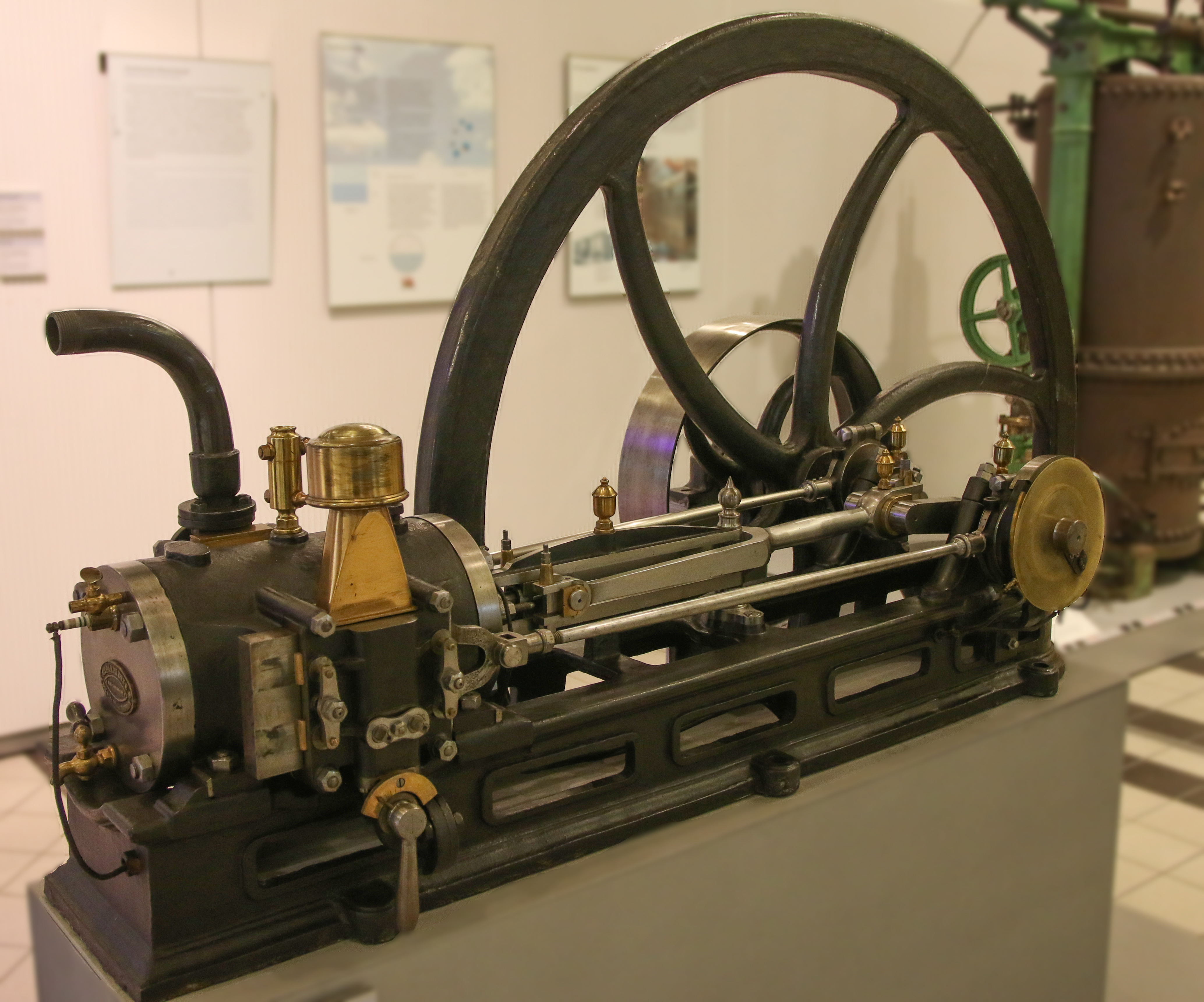
Motor Lenoir de 1860

Tres tipus de motors de combustió interna van ser dissenyats pels inventors alemanys Nikolaus Otto i el seu soci. Els models van ser en ordre cronològic: un motor de compressió fallit de 1862, un motor atmosfèric de 1864 i el motor de cicle Otto de 1876 conegut avui com a "Motor de Gasolina". Els motors es van utilitzar inicialment per a instal·lacions estacionàries, ja que Otto no tenia interès en el transport. Altres fabricants com Daimler van perfeccionar el motor Otto per al ús en el transport.
El motor va suposar l'inici dels propulsors de combustió interna realment operatius. El disseny original consistia en un dispositiu mono-cilíndric dotat d'un gran volant d'inèrcia, muntat sobre una base fixa, i capaç de funcionar tant amb gas combustible com més endavant amb gasolina.
La idea que va convertir aquests motors en màquines eficaces va ser el fet d'utilitzar un de cada dos cicles del moviment del cilindre per comprimir en el seu interior la barreja d'aire i combustible abans d'iniciar la ignició (el que es coneix com a Cicle Otto). Aquesta revolucionària concepció del motor va permetre augmentar substancialment el rendiment dels anteriors propulsors, com el construït alguns anys abans per l'enginyer belga Lenoir (1822-1900). La invenció, els elements mecànics bàsics no són molt més complexos que els d'una màquina de vapor de la mateixa època, en la seva forma definitiva incloïa a més tres nous sistemes fonamentals:
- Un eficaç sistema de vàlvules d'admissió, que controlaven el flux dels gasos a través del cilindre.
- Un carburador que permetia regular amb precisió la barreja d'aire i combustible (el que va fer possible utilitzar combustibles líquids com la gasolina a més de gasos).
- Un sistema elèctric de generació d'espurnes d'ignició mitjançant magneto, que va substituir al primitiu sistema de "tub calent" inicialment utilitzat. És aquest un dels aspectes particulars que diferencia els motors Otto de benzina de les màquines Dièsel (en què la ignició es produeix mitjançant l'escalfament a elevada temperatura de l'aire a l'interior del cilindre en ser sotmès a una alta compressió).

La sincronització d'aquests tres sistemes amb la base mecànica del motor (integrada pels conjunts cilindre-pistó; biela-manovella, i el volant d'inèrcia) estava resolta mitjançant un enginyós sistema de lleves i manetes excèntriques, lligades per engranatges unívocament a les dues fases de desplaçament del cilindre. El gran volant d'inèrcia és un element fonamental en aquestes màquines mono-cilíndriques, ja que a part de donar uniformitat al gir del motor (com en altres màquines rotatives), acumula l'impuls necessari perquè el sistema continuï en moviment tant en la fase de compressió com a la fases d'admissió de la barreja i d'expulsió del combustible un cop cremat.

## Cronologia

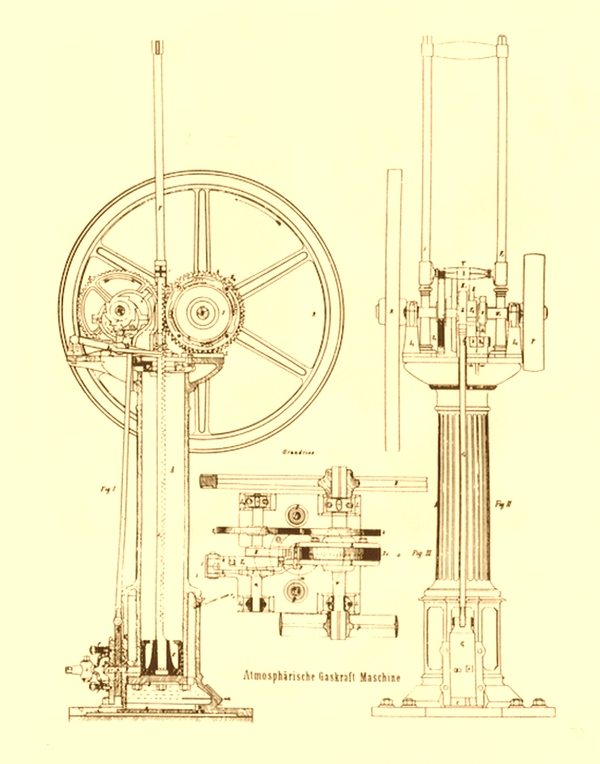
Motor Atmosfèric Otto/Langen de 1867.

Nikolaus August Otto, de jove, era un venedor itinerant de queviures. En els seus viatges es va trobar amb el motor de combustió interna construït a París per l'expatriat belga Jean Joseph Etienne Lenoir.. El 1860 Lenoir va aconseguir crear un motor amb un cilindre de doble acció que funcionava amb gas d'enllumenat, amb una eficiència del 4%. El motor Lenoir de 18 litres de cilindrada era capaç de produir tan sols 2 cavalls de potència.
Al provar una rèplica del motor Lenoir el 1861, Otto va prendre consciència dels efectes de la compressió sobre la càrrega de combustible. El 1862, Otto va intentar construir un motor per millorar la poca eficàcia i fiabilitat del motor Lenoir.(és a dir un elevat consum de gas, que al seu torn requeria una gran quantitat d'aigua per refrigerar la màquina) Va intentar crear un motor que comprimís la barreja de combustible abans de la ignició, però no ho va aconseguir en aquest primer intent: ja que aquest motor al cap d'uns minuts de funcionament, acabava explotant. Altres enginyers també estaven intentant resoldre aquest problema sense èxit.
En 1864, Otto i Eugen Langen van fundar la primera empresa de producció de motors de combustió interna: NA Otto & Cie (NA Otto i Companyia). Otto i Cie va aconseguir crear un exitós motor atmosfèric aquest mateix any.
La fàbrica es va quedar sense espai i es va traslladar a la ciutat de Deutz el 1869, on l'empresa va ser reanomenada com Gasmotoren-Fabrik Deutz (Companyia de Manufactura Motors de Gas Deutz).
Gottlieb Daimler (un armer que també havia treballat en el motor de Lenoir anteriorment) era el director tècnic i Wilhelm Maybach era el cap del disseny del motor.
En 1876, Otto i Langen van aconseguir crear el primer motor de combustió interna que comprimia la barreja de combustible abans de la combustió, aconseguint una eficiència molt més gran que qualsevol altre motor creat fins aquell moment.

## Motor atmosfèric

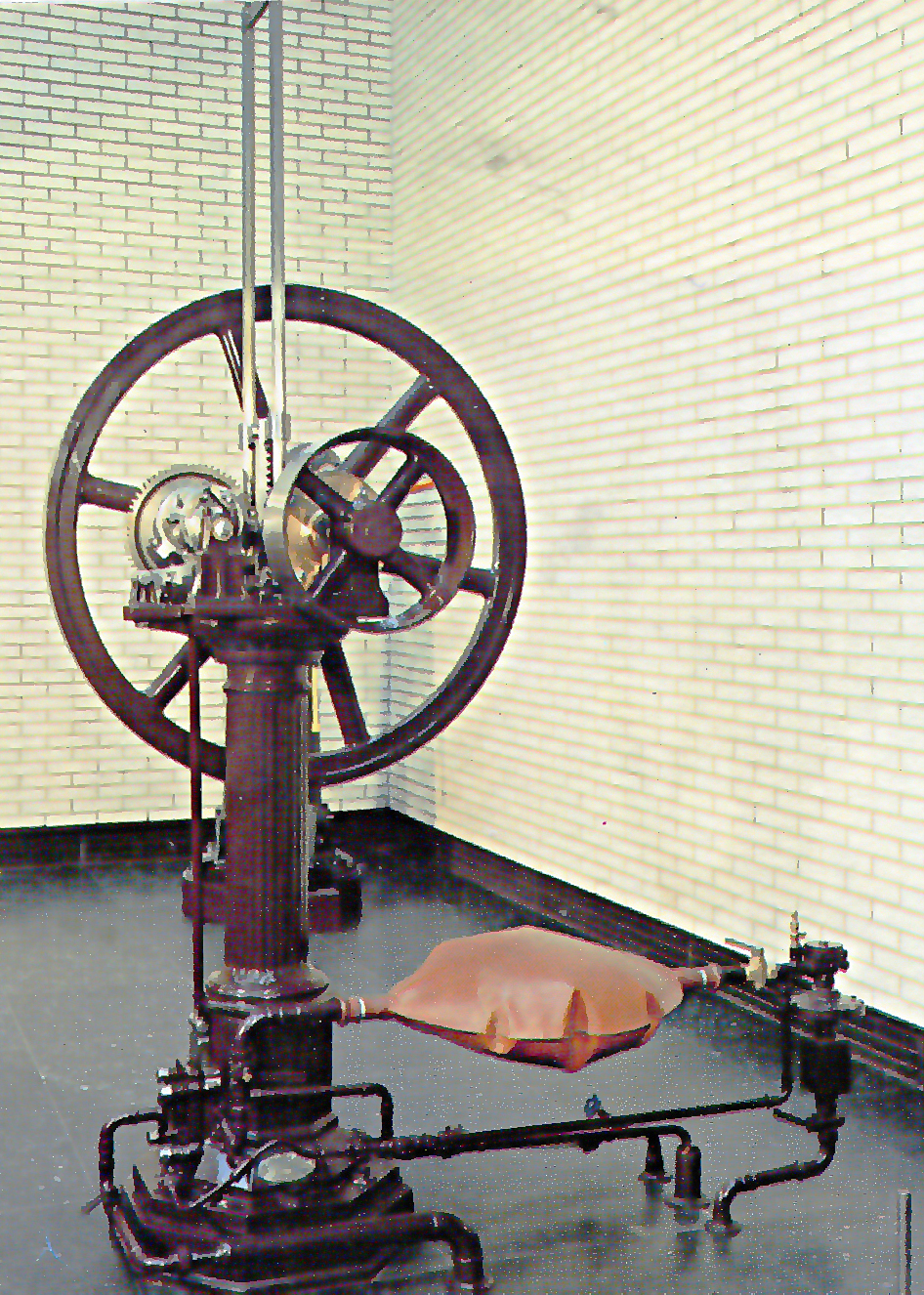
Motor de cilindre vertical i combustió interna de gas a pressió atmosfèrica. Otto-Langen

La primera versió del motor atmosfèric utilitzava un disseny disposat sobre una columna vertical estriada, segons el disseny d'Eugen Langen. El motor atmosfèric convertia el moviment d'expansió de la carrera del cilindre (dirigit cap amunt), en un moviment rotatori a través d'un sistema de pinyó i cremallera. La relació d'expansió d'aquest motor era molt més efectiva que la del motor Lenoir de 1860 i donava al motor una eficiència superior.
El motor Lenoir era un motor que cremava combustible sense comprimir la barreja aire/combustible. El motor atmosfèric Otto/Langen funcionava amb una eficiència del 12% i produïa 0,5 CV (0.37 kW) a 80 RPM. En competició a l'Exposició Universal de París (1867), va superar fàcilment l'eficàcia del motor de Lenoir, guanyant la medalla d'or i facilitant així la producció i les vendes que van finançar la investigació addicional.
La primera versió utilitzava un bastidor per tal d'estabilitzar la màquina, del que es va prescindir molt aviat, així que el disseny es va simplificar. Els motors posteriors també van prescindir de la columna estriada. El motor atmosfèric utilitzava un sistema d'ignició de flama de gas i es fabricava amb potències compreses entre 0,25 i 3 CV (0,19-2,24 kW).
Quan en 1872 NA Otto & Cie es va reorganitzar amb la denominació Gasmotoren-Fabrik Deutz, la gerència va triar a Daimler com a gerent de fàbrica, passant per alt fins i tot a Otto. Daimler es va unir a la companyia a l'agost, portant a Maybach amb ell en el lloc de cap de disseny. El disseny de pistons verticals d'Otto, unit a l'obstinada insistència de Daimler en els motors atmosfèrics, va portar a l'empresa a un període d'estancament.
Malgrat tot el seu èxit comercial, amb la producció de 634 motors a l'any en 1.875, 8 el motor d'Otto i Langen havia arribat a un punt mort tècnic: produïa tan sol 3 CV (2.2 kW), i no obstant això, requeria un espai lliure d'entre 3 i 4 m per poder operar. En 1882, després de produir 2.649 unitats, es va interrompre la producció de motors atmosfèrics. Aquest va ser també l'any en què Gottlieb Daimler i Wilhelm Maybach van deixar la compañía.

## El cicle Otto

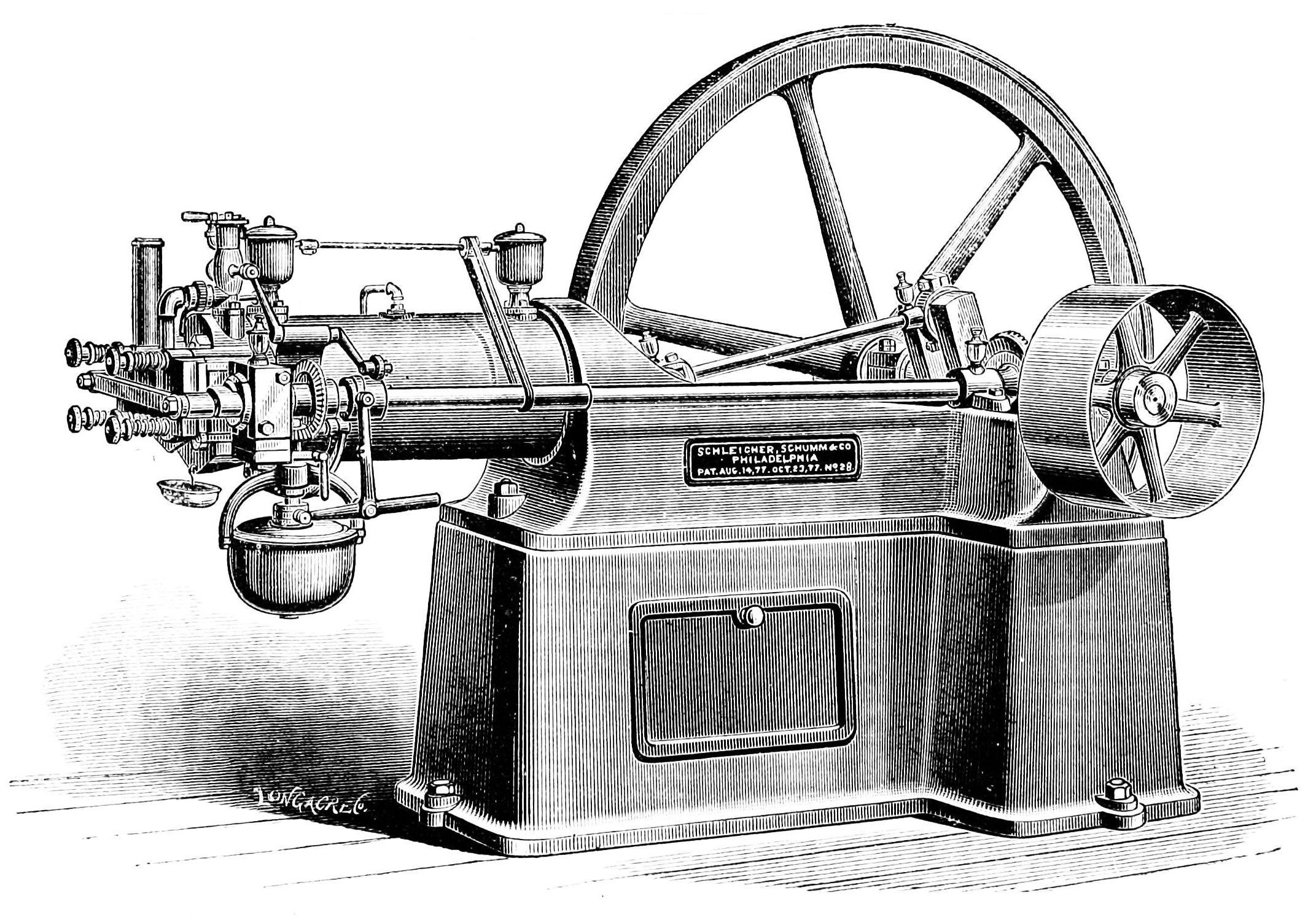
Un motor americà Otto de 1880, per a ús estacionari

Després de 14 anys d'investigació i desenvolupament, Otto va aconseguir crear el motor de combustió interna de càrrega comprimida el 9 de maig de 1876. Va trobar una manera de confinar la barreja de combustible en el cilindre perquè es cremés de manera progressiva, en oposició a l'explosiva. Va definir aquesta situació com una càrrega estratificada. Això va donar lloc a la combustió controlada i a una empenta més prolongada del pistó en el cilindre, evitant l'explosió incontrolada que destruïa tots els motors provats prèviament. El combustible seguia sent gas d'enllumenat, igual que el motor de Lenoir i els seus propis motors atmosfèrics.
Aquest motor, que utilitza quatre temps o fases per generar potència mecànica, va passar a ser conegut com a "motor de cicle Otto". El sistema, era el mateix que havia estat provant infructuosament des de 1862, va requerir catorze anys de perfeccionaments fins a completar el seu desenvolupament.
Otto va enfocar la seva atenció al cicle de 4 temps en gran part a causa dels esforços de Franz Rings i de Herman Schumm, incorporats a la companyia per Gottlieb Daimler. És a aquest motor (el motor silenciós d'Otto), i no el motor atmosfèric d'Otto i de Langen, al qual es refereix el cicle d'Otto. Va ser el primer motor comercialment reeixit en usar la compressió a l'interior del cilindre (idea patentada molts anys abans per William Barnett el 1838). El motor de Rings-Schumm va aparèixer la tardor de 1876 i va tenir un èxit immediat.
La disposició del cilindre del motor de compressió era horitzontal. Presentava un control d'admissió mitjançant una vàlvula lliscant, i per a la ignició usava el "encès per flama de gas" (sistema també conegut com a "tub calent"), que va solucionar els problemes que Lenoir no podia superar amb l'encesa elèctrica, que encara no era fiable en aquells moments.
El sistema d'ignició per "tub calent" consisteix en un tub cilíndric de ceràmica (o en ocasions metàl·lic) roent en un punt mitjançant una flama exterior (normalment alimentada amb una derivació del subministrament de gas utilitzat pel motor). El tub calent, forma una petita càmera auxiliar, que es posa en contacte amb la barreja gasosa una vegada que aquesta ha estat comprimida pel cilindre. El contacte del combustible amb el tub incandescent provoca la seva ignició instantània. Les dimensions del tub i de la seva connexió amb el cilindre estan calibrades perquè la ignició es produeixi en el moment en què s'arriba a la compressió màxima en el cilindre. Desplaçant el punt en què la flama incideix sobre el tub, es pot regular l'instant precís en què es produeix la ignició dins el cicle del motor.
En els 14 anys previs de desenvolupament, la potència del motor d'Otto mai va excedir dels 3 CV. Pocs anys després, els motors Otto més potents superaven els 1000 CV.
El motor de cicle Otto es va adaptar finalment per funcionar amb benzina, gasolina, i diversos gasos. Durant la Segona Guerra Mundial els motors d'Otto van arribar a funcionar amb més de 60 combustibles diversos, com ara gas de fusta, gasos derivats del carbó, propà, hidrogen, benzè, i molts més, encara que sempre limitat a combustibles lleugers. Un desenvolupament posterior d'aquest motor, el conegut motor dièsel, pot cremar combustibles pesats i olis.

### Carburador i encesa de baixa tensió
L'empresa Deutz també va desenvolupar un carburador i una encesa del motor de baix voltatge fiables en 1884. Això va permetre utilitzar combustibles líquids derivats del petroli per primera vegada, possibilitant al seu torn l'ús del motor en el transport. Aquest treball es va realitzar en paral·lel a l'obra de Gottlieb Daimler i Wilhelm Maybach, que també van desenvolupar per al Daimler Reitwagen un carburador i un sistema d'ignició elèctric (substituint l'encesa original per "tub calent") en el qual es va basar la magneto desenvolupada per l'empresa Robert Bosch GmbH. Daimler va continuar el desenvolupament del motor d'Otto per al transport, mentre que l'empresa Deutz va romandre treballant amb els motors dièsel.

### Anul·lació d'una patent
El 1886, l'oficina alemanya de patents va anul·lar la patent de Deutz que hauria estat vigent fins a 1891 a causa del descobriment d'una patent anterior per a un motor de quatre temps presentada pel francès Alphonse Beau de Rochas. Deutz no va poder demostrar que el seu sistema d'inducció de càrrega estratificada era diferent al descrit en la patent de Rochas i va perdre el seu monopoli i una de les seves 25 patents. Cap a 1889, més de 50 empreses fabricaven motors de disseny Otto.

## Motors estacionaris

### Bugia d'encesa
Els motors d'Otto van ser equipats amb diversos dissenys de mecanismes per produir espurnes elèctriques, que van permetre substituir el primitiu sistema d'ignició per "tub calent". De fet, és un dels primers motors a utilitzar una bugia, un conegut dispositiu que produeix una petita espurna elèctrica suficient per a encendre la càrrega de combustible. En els primers dissenys, el mecanisme constava d'un braç de tret pivotant que empenyia breument la palanca d'un interruptor mitjançant una pulsació ràpida. A continuació s'alliberava la palanca, que tornava a la seva posició original gràcies a un ressort, a punt per al següent cicle. Aquest sistema requereix una bateria elèctrica externa, una bobina, i un sistema de càrrega elèctric conceptualment similar al dels motors d'automòbil moderns.
Els motors Otto posteriors van emprar una petita magneto directament acoblada al motor. En lloc d'accionar un interruptor, el mecanisme disparador de la bugia aplicava una rotació ràpida al rotor de la magneto, que tornava cap enrere sota la tensió d'una molla espiral. Aquesta ràpida rotació de la bobina de la magneto produïa un flux de corrent molt breu que disparava la bugia i encenia el combustible. Aquest disseny té l'avantatge de no requerir cap bateria externa, i és com funcionen els motors de gas portàtils moderns, incorporant la porció magnètica de la magneto al volant d'inèrcia. Els motors portàtils moderns exciten la magneto amb cada rotació del volant i, per tant, utilitzen un interruptor elèctric accionat per lleves (o un sistema electrònic) per evitar el tret residual del circuit elèctric, excepte en la cursa de compressió del motor.

### Regulació de la velocitat del motor
El regulador centrífug (un dispositiu àmpliament utilitzat amb anterioritat en les màquines de vapor) també va ser adoptat en la dosificació de cabal de combustible introduït a l'aire d'admissió. Quan la màquina funciona més lenta, un mecanisme empeny per obrir la vàlvula del combustible, incrementant així les revolucions del motor.
Si la màquina està sota càrrega i segueix funcionant massa lentament, la lleva roman inserida i fa que el motor rebi contínuament combustible per a cada cicle d'encesa. Quan la velocitat del motor augmenta, el regulador tira de la roda petita a la dreta tancant l'admissió per complet, donant-se la circumstància que la bugia continua disparant sense combustible en el cilindre.
Aquest procediment de control de velocitat es coneix amb freqüència com el mètode empenta o pèrdua (hit or miss en anglès) perquè el motor falla (per falta de barreja de combustible) en aquells cicles d'expansió on el motor està funcionant per sobre del règim desitjat, però empeny en tots els cicles quan la velocitat és massa baixa. Cal tenir en compte que no s'utilitza combustible en els cicles "perduts".

### Refredament dels cilindres
Els motors Otto usen una camisa metàl·lica que envolta el cilindre motor, fent-circular aigua entre els dos cilindres. Aquest procediment utilitza el mateix principi que els sistemes de refrigeració de molts motors moderns. Els motors Otto estacionaris en exhibició al Western Minnesota Steam Threshers Reunion comparteixen un únic gran radiador situat fora de l'edifici. Aquest sistema de dissipació de la calor centralitzat també contribueix a mantenir fresc l'ambient de la sala de motors.

## Primer ús en el transport

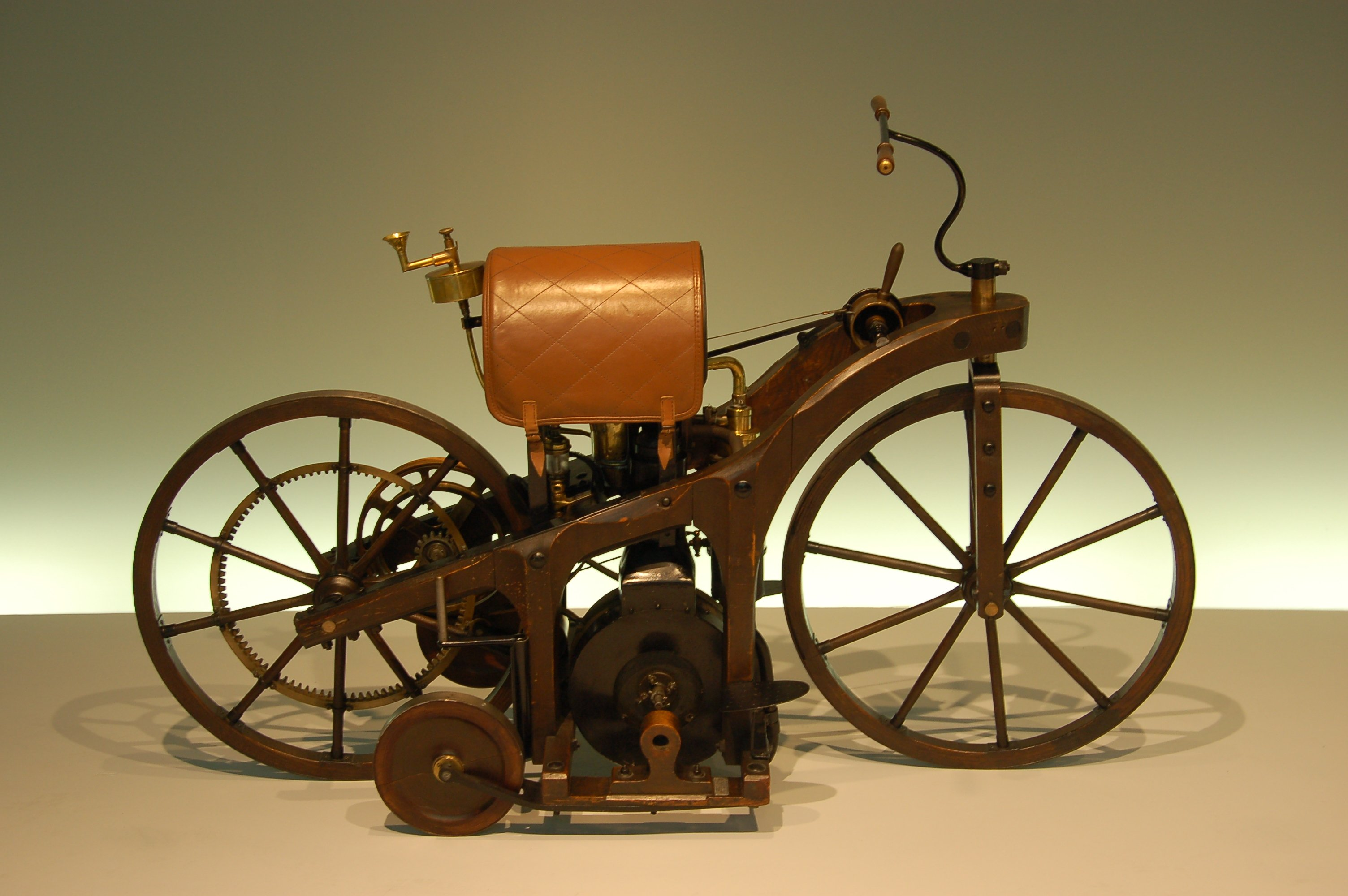
Primer vehicle motoritzat fabricat per l'empresa fundada per Daimler i Maybach. Aquesta motocicleta amb rodetes auxiliars per mantenir l'equilibri va ser posada en venda amb el nom "Daimler Reitwagen"

Otto i Gottlieb Daimler mantenien un desacord important sobre la direcció futura del motor d'Otto. Mentre que Otto volia produir motors grans per a aplicacions estacionàries, Daimler volia produir motors prou petits per a ser utilitzats en el transport. Després d'un període de desacord, Daimler va deixar la seva ocupació amb Otto i es va dur a Wilhelm Maybach amb ell. En 1883 Daimler i Maybach van crear un motor de 5 CV petit i eficient. Per tal d'eludir les patents que Otto mantenia sobre el disseny del motor, es va trobar una reclamació relativa a una patent concedida a Beau De Rochas en 1862, el mateix any en què Otto va realitzar el seu primer intent fallit per produir el seu motor de quatre temps. Els que estaven gelosos de les patents d'Otto (posseïa 25 patents) van aconseguir que es revoqués a Alemanya una de les seves principals patents, en gran part perquè la cort judicial no va comprendre la importància del sistema de càrrega estratificada d'Otto, que va superar els problemes de combustió explosiva que van destruir tots els dissenys de motors anteriors.
Daimler sempre es va referir al seu disseny com un motor d'explosió, per diferenciar-lo del motor d'Otto, evitant així el pagament dels corresponents drets. En 1885 va crear amb Maybach un motor popularment conegut com el "rellotge de l'avi" (per la seva forma semblant a la d'un rellotge de pèndol), al qual van adossar un marc amb dues rodes. Aquest es va convertir en el primer vehicle amb motor Otto. Adolf, de catorze anys, fill de Daimler, va ser el primer a muntar en aquesta bicicleta motoritzada, que és el primer vehicle amb motor de combustió interna. El 1885, la Daimler/Maybach Petroleum Reitwagen va ser la primera motocicleta (i el primer vehicle de motor) comercialitzat amb un motor de combustió interna.3 Mentre que Deutz va continuar produint grans motors estacionaris, Daimler va trobar aplicacions als seus motors en els vaixells, els dirigibles, les locomotores, els automòbils, els carros, i altres usos del transport. Deutz continua sent el productor de motors més antic del món, 2 mentre que Daimler, que va esdevenir Daimler-Benz, és el fabricant d'automòbils més antic del món.
Deutz, la companyia fundada per Otto, és un dels majors fabricants de vehicles pesats del món, i Daimler-Benz és un dels més grans i prestigiosos fabricants internacionals d'automòbils de luxe. Al començament del segle xxi, pràcticament tots els fabricants d'automòbils (almenys fins que a mitjà termini un eventual salt a la tecnologia elèctrica pugui revertir aquesta situació) produeixen vehicles que utilitzen motors de cicle Otto, tan ubics que es denominen simplement com a motors de gasolina.